# Calolelaps coeruleus
Calolelaps coeruleus is een vliesvleugelig insect uit de familie Pteromalidae. De wetenschappelijke naam is voor het eerst geldig gepubliceerd in 1925 door Timberlake.